# Maurizio Amendola
Maurizio Amendola (Venezia, 23 giugno 1949) è un fumettista italiano.

## Biografia
Figlio del pittore Aldo Amendola, quando aveva quindici anni entrò come assistente nello studio del disegnatore Luciano Capitanio; conobbe quindi nel 1969 Romano Scarpa che lo assume per la realizzazione di alcuni progetti di animazione oltre che a inchiostrarne alcune storie a fumetti con personaggi della Disney. Esordì come disegnatore di fumetti pubblicando nel 1972 e nel 1973 alcune storie di genere western e giallo pubblicate dall'editore Gino Sansoni e poi collaborò anche con il Corriere dei Piccoli dal 1973 al 1974 e con le Edizioni Bianconi dal 1977 al 1980, realizzando storie a fumetti della serie italiana di Braccio di Ferro. Nel 1979 iniziò a collaborare con la Arnoldo Mondadori Editore realizzando storie con i personaggi della Disney ispirandosi allo stile di Al Taliaferro su richiesta della redazione di Topolino; successivamente divenne anche sceneggiatore esordendo nel 1982.